# Praxithea fabricii
Praxithea fabricii är en skalbaggsart som först beskrevs av Audinet-serville 1834.  Praxithea fabricii ingår i släktet Praxithea och familjen långhorningar. Inga underarter finns listade i Catalogue of Life.